# Annexus Quam
Gli Annexus Quam sono stati un gruppo musicale tedesco di Kamp-Lintfort, vicino a Düsseldorf.
Pur essendo in genere classificati come krautrock, hanno avuto anche molte influenze del jazz e del rock psichedelico.

## Storia del gruppo
La band si formò nel settembre 1967 con il nome Ambition of Music; cambiò il nome in Annexus Quam (dal latino, significa "connessione") nel 1970 e pubblicò due album per l'etichetta Ohr di Rolf-Ulrich Kaiser. La band suonò all'Expo 70 di Osaka nel 1970 e poi tenne altri concerti in Giappone: sono considerati il primo gruppo rock tedesco ad esibirsi in Giappone.
I due album sono stati ristampati in cd

## Formazione
- Uwe Bick  - batteria
- Jürgen Jonuschies - basso, percussioni
- Werner Hostermann - clarinetto, organo, percussioni
- Peter Werner - chitarra, percussioni
- Hans Kämper - trombone], chitarra, percussioni
- Ove Volquartz  - sassofono
- Harald Klemm - flauto, percussioni

## Discografia

### Album
- 1970 - Osmose (Ohr, OMM 56007)
- 1972 - Beziehungen (Ohr, OMM 556028)